# 차 차 차
《차 차 차》(Cha cha cha)는 프랑스에서 제작된 마르코 리시 감독의 2013년 범죄, 드라마, 스릴러 영화이다. 루카 아르젠테로 등이 주연으로 출연하였다.

## 출연

### 주연
- 루카 아르젠테로
- 에바 헤르지고바
- 피포 델보노
- 클라우디오 아멘돌라
- 피나 터코